# Région du Slave Sud
La région du Slave Sud est l'une des cinq régions administratives des Territoires du Nord-Ouest au Canada. La région comprend sept localités et tient ses bureaux régionaux à Fort Smith et à Hay River. À l'exception d'Enterprise et de Hay River, les communautés de la région sont composées de manière prédominante d'autochtones, principalement des Slaveys et des Tchipewyans.

## Localités
La région du Slave Sud comprend sept localités (ou communautés).
| Nom                                   | Statut                           | Population (2011) | Coordonnées                   |
| ------------------------------------- | -------------------------------- | ----------------- | ----------------------------- |
| Enterprise                            | Hameau                           | 87                | 60° 33′ 24″ N, 116° 08′ 34″ O |
| Fort Providence                       | Hameau                           | 734               | 61° 21′ 17″ N, 117° 39′ 36″ O |
| Fort Resolution (Deninoo Kue)         | Conseil communautaire (Deninoo)  | 474               | 61° 10′ 18″ N, 113° 40′ 18″ O |
| Fort Smith                            | Ville                            | 2 093             | 60° 00′ 19″ N, 111° 53′ 26″ O |
| Hay River Dene 1 (en) (Xátå'odehchee) | Première Nation de K'atlodeechee | 292               | 60° 50′ 01″ N, 111° 53′ 26″ O |
| Hay River (Xátå'odehchee)             | Ville                            | 3 606             | 60° 49′ 59″ N, 115° 46′ 40″ O |
| Kakisa                                | Autorité désignée                | 54                | 60° 56′ 24″ N, 117° 24′ 50″ O |

## Annexe